# ۱۲۵۴ (قمری)
۱۲۵۴ (قمری)، هزار و دویست و پنجاه و چهارمین سال در گاهشماری هجری قمری است. اول محرم این سال برابر با بیست و هفتم مارس سال ۱۸۳۸ میلادی است.

## زادگان
- میرزا یحیی مدرس اصفهانی،عالم، ادیب وصاحب دیوان اشعار با حدود شش هزار بیت شامل  مدیحه سرایی و اشعار آیینی